# نقطه کور

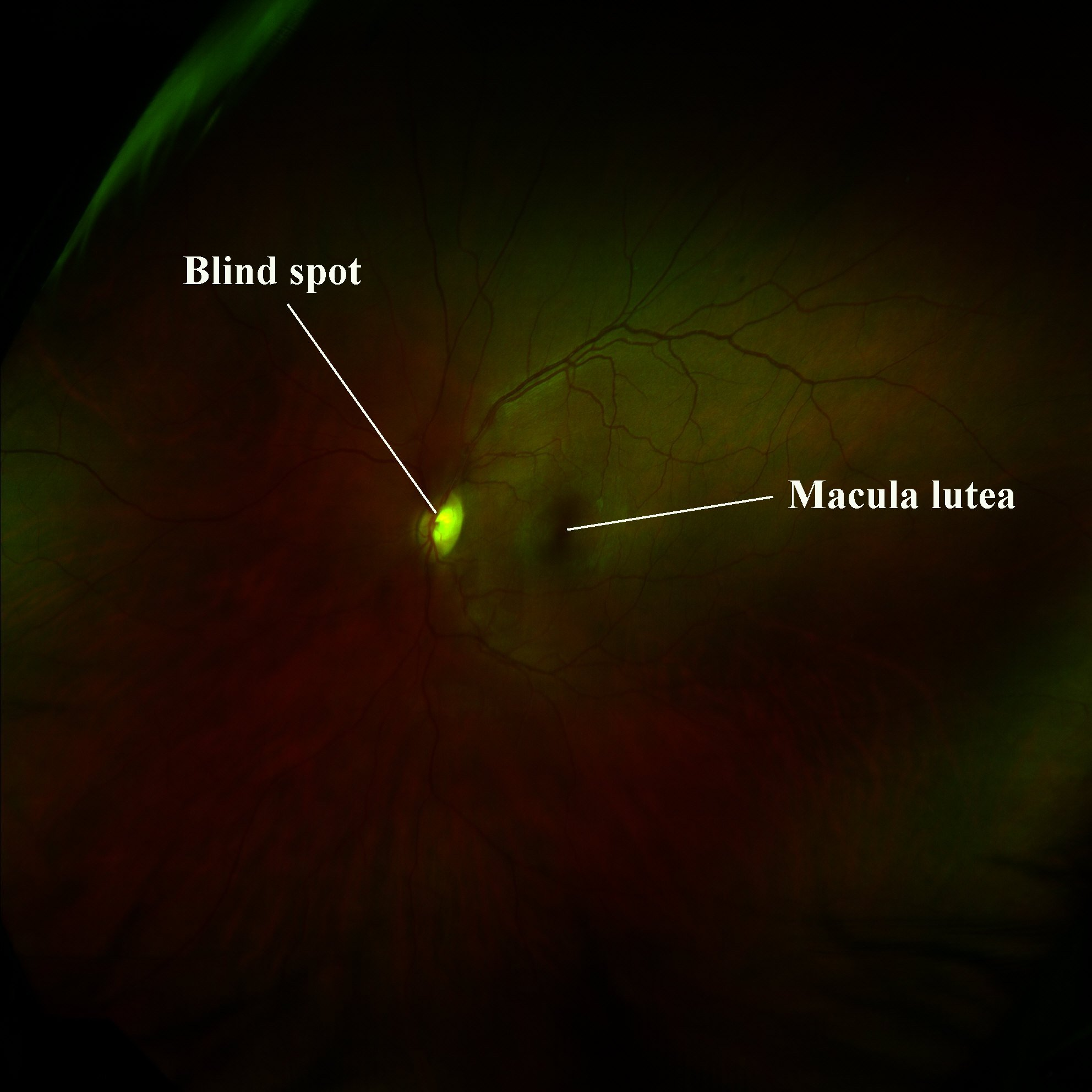
نقطهٔ کور (زرد رنگ) و لکهٔ زرد

نقطهٔ کور (به انگلیسی: blind spot) قسمتی از شبکیهٔ چشم است که عصب بینایی (و همچنین مویرگهای خونی)از آن خارج می‌شود و به سمت لوب پس‌سری مغز هدایت می‌شود. نقطه فاقد سلول گیرندهٔ نور است، و به همین دلیل بینایی ندارد. بنابرین، درصورتی که تصویر یا بخشی از آن بر روی این نقطه از شبکیه تشکیل شود، هیچ‌گونه پیام عصبی به قشر مخ فرستاده نمی‌شود و آن بخش در تصویری که فرد می‌بیند نخواهد بود.
این پدیده برای نخستین بار در قرن هفدهم توسط فیزیک‌دان فرانسوی، ماریوت، کشف شد. تا این زمان، باور بر این بود که نقطه‌ای که عصب بینایی از شبکیه خارج می‌شود بیشترین میزان حساسیت به نور را دارد.

## آزمایش
| نمایش نقطه‌ی کور | نمایش نقطه‌ی کور | نمایش نقطه‌ی کور | نمایش نقطه‌ی کور | نمایش نقطه‌ی کور |
| --- | --------------- | --------------- | --------------- | --------------- |
| |                 |                 |                 |                 |
| | L               |                 | R               |                 |
| |                 |                 |                 |                 |
| دستور‌العمل: یکی از چشمان خود را ببندید و سپس با چشم دیگر روی حرف مناسب تمرکز کنید (R برای چشم راست یا L برای چشم چپ). چشم خود را در فاصله‌ای تقریبا به اندازه‌ی سه‌برابر فاصله‌ی بین R و L قرار دهید. چشم خود را به صفحه نزدیک و یا از آن دور کنید تا زمانی که متوجه شوید حرف دیگر ناپدید شده‌است. برای مثال, چشم راست خود را ببندید, با چشم چپ خود به "L" نگاه کنید. آنگاه در فاصله‌ای معین از صفحه، حرف "R" ناپدید می‌شود. |                 |                 |                 |                 |